# Matilda Makoçi
Matilda Makoçi (ur. 19 kwietnia 1963 w Tiranie) – albańska aktorka.

## Życiorys
W 1985 ukończyła studia w Instytucie Sztuk w Tiranie, na wydziale sztuk scenicznych. Po studiach rozpoczęła pracę w Teatrze Ludowym (alb. Teatri Popullor) w Tiranie.
Na dużym ekranie zadebiutowała jeszcze w okresie studiów, grając drugoplanową rolę w obrazie Si gjithe te tjeret. Zagrała potem jeszcze w siedmiu filmach fabularnych. W 1983 wystąpiła w roli prezenterki na XXII Festiwalu Piosenki w Tiranie. W 1986 otrzymała nagrodę im. Aleksandra Moisiu, przyznawaną najlepszej aktorce albańskiej. Za rolę w filmie Apasionata została wyróżniona na Festiwalu Filmów Albańskich. W 1991 wraz z rodziną wyemigrowała do Grecji, gdzie grała drugorzędne role w serialach telewizyjnych. W 1993 wystąpiła w serialu komediowym Oi Filenades (Przyjaciółki), w reżyserii Pavlosa Tassiosa.
W życiu prywatnym od 1986 była żoną Edi Ramy, z którym rozwiodła się w 1991, ma z nim syna Grigora. W 1996 aktorka powróciła do Albanii i obecnie mieszka w Tiranie.

## Filmografia
- 1981: Si gjithe te tjeret jako Jeta
- 1981: Në kufi të dy legjendave jako Eda
- 1983: Apasionata jako Mira
- 1985: Hije, qe mbetën pas jako Marieta
- 1985: Te mos heshtesh jako Silvi
- 1987: Romeo dhe Zhuljeta
- 1988: Shpresa jako Shpresa
- 1990: Balada e Kurbinit jako Dudekate, żona Darda
- 1993: Oi Filenades